# Cestrum alternifolium
Cestrum alternifolium ist eine Pflanzenart aus der Gattung der Hammersträucher (Cestrum). Sie kommt in Mexiko und Mittelamerika sowie auf den Westindischen Inseln vor.

## Beschreibung
Cestrum alternifolium ist ein Strauch oder kleiner Baum, der bis zu 6 m hoch werden kann. Die Zweige sind unbehaart bis fein behaart, manchmal filzig. Die Laubblätter sind etwa 5 cm lang, elliptisch geformt und meist an Spitze und Basis spitz zulaufend oder abgestumpft. Die Blattoberseite ist unbehaart oder fein behaart, die Unterseite ist an den Blattadern behaart, auf der Blattfläche sind nur vereinzelt Haare zu finden. Die Blattstiele sind bis zu 5 mm lang. Kleinere Blätter fehlen oder sind ebenso groß wie die normalen Blätter.
Die Blütenstände stehen in den Achseln oder terminal, sie setzen sich aus mehreren Blüten zusammen, die an einem kurzen, kräftigen Blütenstandsstiel stehen. Die Blütenstiele sind kurz und unbehaart, werden während der Fruchtbildung kräftiger. Die Blüten sind eher unauffällig, der Kelch wird bis zu 3 mm lang, ist auf der Innenseite unbehaart und auf der Außenseite filzig, die Nervatur ist verworren. Die gelb-grüne Krone besteht aus einer etwa 20 mm langen, schlanken Kronröhre, an deren Spitze sich eine knollenartige Verdickung befindet, durch die sich die Art leicht von anderen Arten der Gattung unterscheiden lässt. Die Innenseite ist schwach behaart, an der Basis kann sie auch filzig sein, die Außenseite ist unbehaart. Die Kelchzipfel sind lanzettlich, etwa 4 bis 6 mm lang. Die Staubblätter sind gleich lang, die geraden, ungezahnten, glatten und unbehaarten Staubfäden sind an der Spitze der Kronenröhre fixiert und stehen für 0,5 mm frei. Die Staubbeutel sind langgestreckt, 0,75 mm lang. Der Fruchtknoten ist gestielt, beinhaltet etwa zehn Samenanlagen, die Narbe befindet sich innerhalb der Krone, überragt die Staubbeutel jedoch um etwa 1 mm.
Die Früchte sind etwa 15 mm lange, umgekehrt eiförmige Beeren, die zunächst pink, bei Reife jedoch violett-schwarz sind. Die in ihnen enthaltenen Samen sind etwa 5,5 mm lang. Die Früchte ähneln denen von Cestrum latifolium, mit der die Art im fruchttragenden Stadium leicht verwechselt werden kann.

## Vorkommen
Die Art Cestrum alternifolium ist zwischen Venezuela und Mexiko verbreitet, auch auf den Westindischen Inseln kommt die Art vor. In Panama scheint sie nur in den Flachländern nahe der Pazifikküste vorzukommen.